# 曾秉正
曾秉正（？—？），江西龍興路南昌縣人，明朝政治人物。

## 生平
洪武初年獲舉薦授海州學正，九年（1376年）明太祖因天變詔群臣言事。曾秉正上疏道：“當盡革向之所為，何者足應天心，何者足慰民望，感應之理，其效甚速”，得到明太祖嘉獎，召為司文監丞，同年改刑部主事，十年（1377年）出為陝西布政使司參政，同年始設通政使司後升通政使。不久因忤旨被罷職，貧困致無法歸里而賣掉自己四歲的女兒。明太祖聞後大怒，施以腐刑，後不知所終。